# Haley Pullos
Haley Alexis Pullos(nascida em 10 de Julho de 1998) é uma atriz americana.

## Biografia
Pullos nasceu em Palo Alto, Califórnia . Ela tem dois irmãos e duas irmãs. Além de seu papel recorrente em Geral Hospital, ela também apareceu no episódio piloto de Dollhouse , bem como um papel recorrente como jovem Melinda em Ghost Whisperer.

## Trabalhos
| Ano          | Titulo               | Personagens         | Notas                                      |
| ------------ | -------------------- | ------------------- | ------------------------------------------ |
| 2002         | Carney Tales         | Patron              |                                            |
| 2007         | 'Til Death           | Criança             |                                            |
| 2007         | Moonlight            | Mara                |                                            |
| 2008         | Ghost Whisperer      | Melinda(Jovem)      |                                            |
| 2008         | The Cleaner          | Angelina            |                                            |
| 2008         | The Middleman        | Pequena Wendy       |                                            |
| 2008         | Alien Raiders        | Dinah               |                                            |
| 2009         | Dollhouse            | Davina Crestejo     |                                            |
| 2009         | Dead Air             | Dee Dee             |                                            |
| 2009         | The Collector (2009) | Cindy               |                                            |
| 2009         | Dark House           | Tammy(Jovem)        |                                            |
| 2009-present | General Hospital     | Molly Lansing Davis |                                            |
| 2010         | Montana Amazon       | Teresa              |                                            |
| 2011         | House MD             | Colleen             | Episódio: "Duas Histórias" na 7ª Temporada |

### Ligações Externas
- Haley Pullos. no IMDb.